# Contee della Florida
La seguente lista elenca le 67 contee della Florida, che divenne il 27° Stato federato degli Stati Uniti d'America nel 1845.
| 1. Contea di Alachua 2. Contea di Baker 3. Contea di Bay 4. Contea di Bradford 5. Contea di Brevard 6. Contea di Broward 7. Contea di Calhoun 8. Contea di Charlotte 9. Contea di Citrus 10. Contea di Clay 11. Contea di Collier 12. Contea di Columbia 13. Contea di De Soto 14. Contea di Dixie 15. Contea di Duval 16. Contea di Escambia 17. Contea di Flagler 18. Contea di Franklin 19. Contea di Gadsden 20. Contea di Gilchrist 21. Contea di Glades 22. Contea di Gulf 23. Contea di Hamilton 24. Contea di Hardee 25. Contea di Hendry 26. Contea di Hernando 27. Contea di Highlands 28. Contea di Hillsborough 29. Contea di Holmes 30. Contea di Indian River 31. Contea di Jackson 32. Contea di Jefferson 33. Contea di Lafayette 34. Contea di Lake |  | 35. Contea di Lee 36. Contea di Leon 37. Contea di Levy 38. Contea di Liberty 39. Contea di Madison 40. Contea di Manatee 41. Contea di Marion 42. Contea di Martin 43. Contea di Miami-Dade 44. Contea di Monroe 45. Contea di Nassau 46. Contea di Okaloosa 47. Contea di Okeechobee 48. Contea di Orange 49. Contea di Osceola 50. Contea di Palm Beach 51. Contea di Pasco 52. Contea di Pinellas 53. Contea di Polk 54. Contea di Putnam 55. Contea di Santa Rosa 56. Contea di Sarasota 57. Contea di Seminole 58. Contea di St. Johns 59. Contea di St. Lucie 60. Contea di Sumter 61. Contea di Suwannee 62. Contea di Taylor 63. Contea di Union 64. Contea di Volusia 65. Contea di Wakulla 66. Contea di Walton 67. Contea di Washington |